# Habsburg–Lotaringiai Mária Henrietta belga királyné
Habsburg–Lotaringiai Mária Henrietta (németül: Erzherzogin Marie Henriette Anne von Österreich; 1836. augusztus 23. – 1902. szeptember 19.), a Habsburg–Lotaringiai-házból származó osztrák főhercegnő, magyar királyi hercegnő, József nádor és Mária Dorottya württembergi hercegnő legkisebb leánya, aki II. Lipót belga király feleségeként Belgium királynéja. Gyermekei között van Stefánia belga királyi hercegnő, aki Rudolf főherceg, osztrák–magyar trónörökös felesége volt.

## Élete

### Származása, testvérei
Mária Henrietta főhercegnő a Habsburg–Lotaringiai-ház ún. magyar vagy nádori ágából származott.
Édesapja József nádor, azaz József Antal János osztrák főherceg (1776–1847) volt, aki 1796-tól haláláig a Magyar Királyság nádori méltóságát viselte. Édesanyja a nádor harmadik felesége, az evangélikus vallású Mária Dorottya württembergi hercegnő (1797–1855) volt. Öt gyermekük között Mária Henrietta volt a legfiatalabb:
- Erzsébet Karolina főhercegnő (*/† 1820, egy hónapig élt).
- Sándor Lipót Ferdinánd főherceg (1825–1837, 12 évesen meghalt).
- Erzsébet Franciska Mária főhercegnő (1831–1903), akinek első férje Habsburg–Estei Ferdinánd Károly Viktor főherceg (1821–1849), második férje Habsburg–Tescheni Károly Ferdinánd főherceg lett.
- József Károly Lajos főherceg (1833–1905), császári-királyi lovassági tábornok, 1869-től a Magyar Királyi Honvédség főparancsnoka.
- Mária Henrietta főhercegnő (1836–1902), belga királyné.

Mária Henrietta hercegnő idősebb féltestvérei apjának második házasságából Hermina anhalt–bernburg–schaumburg–hoymi hercegnővel (1797–1817): 
- Hermina Amália Mária főhercegnő (1817–1842), aki később egy prágai apácakolostor főnökasszonya lett.
- István Ferenc főherceg (1817–1867), aki István nádor néven 1847-től 1848. szeptember 24-éig Magyarország utolsó nádora lett.

### Ifjúkora

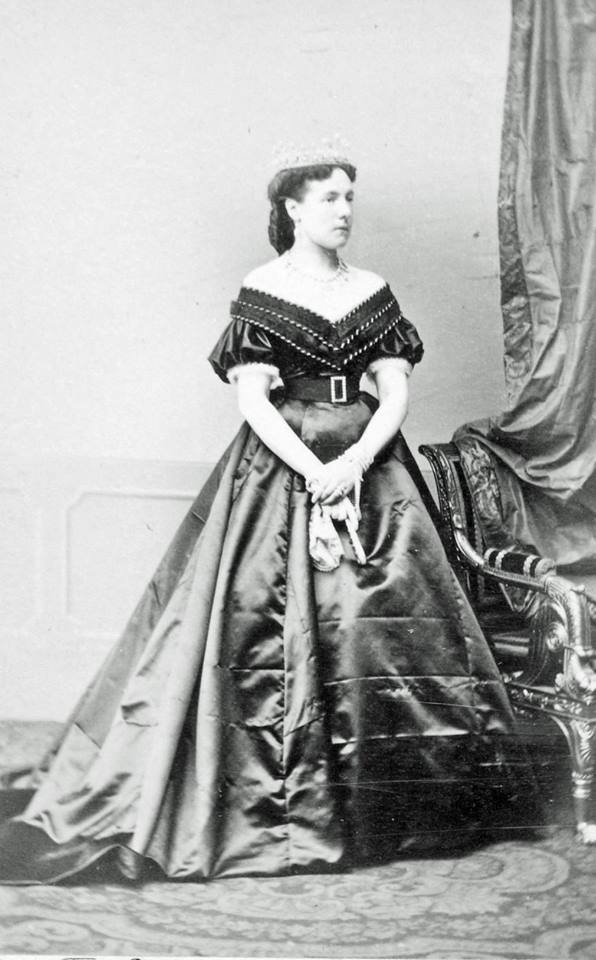
Mária Henrietta, Belgium királynéja, 1867

Amíg apja, József nádor élt, Mária Henrietta hercegnő nővéreivel együtt Magyarországon, a budavári királyi palotában és a nádori birtokokon (Alcsúton) nevelkedett. Sokat sportolt, mindennél jobban szerette a lovaglást, a lovakat. Élénken érdeklődött a festőművészet és a zene iránt, maga is művelte ezeket a művészeteket. Különösen hárfázni szeretett. A hangszert mesterileg kezelte, a régi, bánatos magyar nótákat idősebb korában is kívülről játszotta. Petőfi Sándor, Berzsenyi Dániel, Virág Benedek és Ányos Pál verseit kívülről idézte, a prózaírók közül Kármán József műveiért rajongott. Operát komponált „Wanda” címmel.

### Házassága, gyermekei

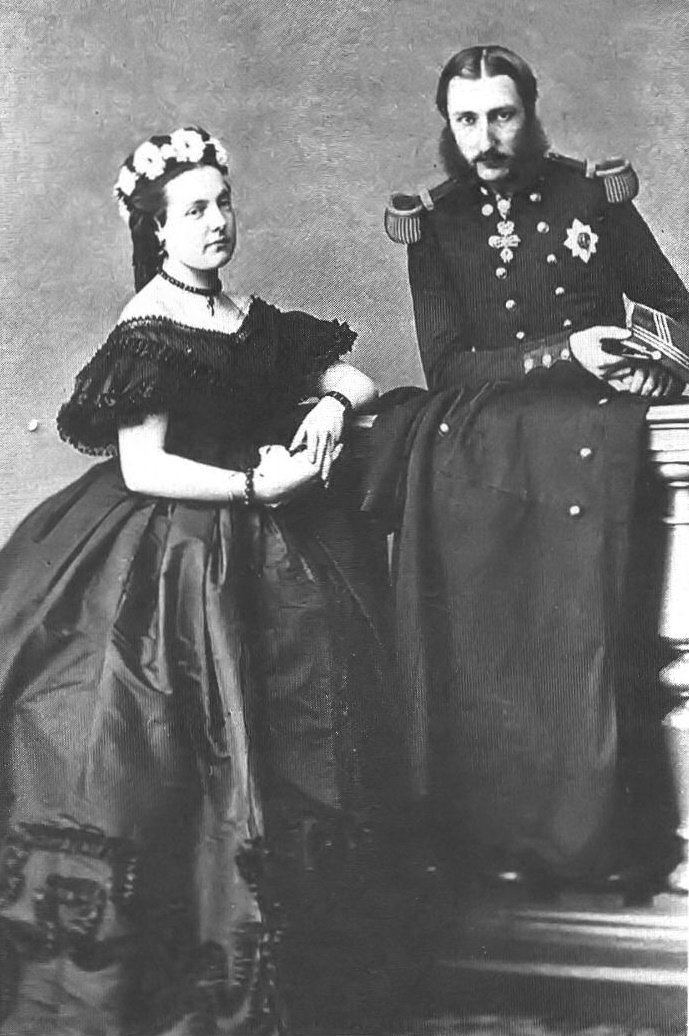
Mária Henrietta és Lipót mint brabanti hercegi pár

1853. augusztus 22-én Mária Henrietta főhercegnő feleségül ment a belga trónörököshöz, a Szász–Coburg–Gothai-házból való Lipót brabanti herceghez (1835–1909), I. Lipót belga király és Orléans-i Lujza Mária francia királyi hercegnő fiához, Lajos Fülöp francia király unokájához. Négy gyermekük született: 
- Lujza Mária hercegnő (1858-1924), aki Ferdinánd Fülöp szász-koburg-gothai herceghez (1844–1921) ment feleségül (1906-ban elváltak).
- Lipót királyi herceg (1859–1869), fiatalon meghalt.
- Stefánia hercegnő (1864–1945), akinek első férje Rudolf főherceg, osztrák–magyar trónörökös (1858–1889), második férje Lónyay Elemér magyar gróf (1863–1946) lett.
- Klementina hercegnő (1872–1955), aki Bonaparte Napóleon Viktor Jeromos francia császári herceghez (1862–1926) ment feleségül.

Mária Henrietta házassága a kor uralkodó családjaiban szokásos dinasztikus érdekházasság volt, szerelem nélkül. A Habsburgok nehezen találtak saját magukhoz mérve is megfelelően magas rangú, római katolikus vallású uralkodócsaládot, akiknek országa a Birodalom aktuális politikai irányvonalába is beleillett. Mária Henrietta nem akart hozzámenni Lipóthoz, könnyes tiltakozásai ellenére családja erőteljes nyomás alá helyezte, végül beleegyezett az érdekházasságba, amely – ahogy vélni lehetett – első naptól fogva nagyon boldogtalan kapcsolat volt, mindenfajta közös érdeklődés, érzelmi kapcsolat nélkül.
I. Lipót király halála után, 1865. december 17-én férjét II. Lipót néven belga királlyá koronázták. A brabanti hercegnéből Mária Henrietta királyné (franciául Reine Marie-Henriette, hollandul Koningin Maria Hendrika) lett.
Férje trónra lépésekor három gyermekük volt. A koronázás után Mária Henrietta még hidegebb és elutasítóbbá vált férjével szemben. Gyermekeit kemény fegyelemben neveltette, talán mert a királyné úgy érezte, a szigorúan nevelt gyermekek majd könnyebben küzdik le az élet nehézségeit. Egyetlen érdeklődése és szenvedélye a lovaglás maradt, kiváló magyar lovakat tartott.
Amikor 1869-ben az egyetlen trónörökös, Lipót koronaherceg meghalt, Mária Henrietta teljesen összeomlott. 1872-ben mégis egyszer, utoljára teherbe esett, de a hőn óhajtott fiúörökös helyett ismét leánya született (Klementina hercegnő).
Idősebb leányainak sorsa tragikusan alakult. Stefánia hercegnőt 1881-ben feleségül adták a hozzá nem illő természetű Rudolf főherceghez (1858–1889), az Osztrák–Magyar Monarchia trónörököséhez, I. Ferenc József császár és Erzsébet császárné fiához. A trónörökös hamarosan elhidegült feleségétől, kicsapongó életet élt, szeretőket tartott, végül elcsábította a 17 éves Maria von Vetsera bárókisasszonyt, akit 1889. január 30-án a mayerlingi kastélyban nagy valószínűséggel meggyilkolt, majd maga is öngyilkos lett. Haláláért a császári család az özvegy Stefániát hibáztatta, aki 1900-ban új házasságba menekült, Lónyay Elemér magyar grófhoz (1863–1946) ment feleségül.
Legidősebb leánya, Lujza Mária hercegnő Ferdinánd Fülöp szász-koburg-gothai herceghez ment feleségül, de viszonyt kezdett egy ulánus tiszttel (Mattachich Gézával), emiatt botrány tört ki, a férfiak párbajt vívtak, és 1906-ban a házasság felbomlott. A hercegnő nem tudta kiegyenlíteni hatalmasra duzzadt adósságait, és váltóhamisításra vetemedett. Külföldre akart szökni, de elfogták, és a nyilvános botrány visszafogására nem börtönbe, hanem elmegyógyintézetbe zárták.

### Utolsó évei
Mária Henrietta 1895-ben elhagyta a brüsszeli udvart, és visszavonult a belgiumi Spa fürdőhelyre. Udvari reprezentációs kötelezettségeit leánya, Klementina vette át, mint az udvar első hölgye. A spa-i kastélyba húzódott, kapcsolata leányaival megszakadt. A Habsburg-család tagjaival sem állt bensőséges viszonyban, ugyanakkor élete végéig levelezett nagybátyjának, János főhercegnek (1782–1859) feleségével, Anna meráni grófnővel (1804–1885), aki polgárleánynak született (Anna Plochl néven). A házaspár Tirolban élt, mert a rangon alul kötött házasság miatt János főhercegnek el kellett hagynia a bécsi udvart.
A magányosan élő királyné 1902. szeptember 19-én, 66 évesen halt meg, egy súlyos asztmás roham és szívgörcsök nyomán fellépő szívszélhűdésben. A laekeni Miasszonyunk Templomában (franciául Notre Dame de Laeken, hollandul Onze-Lieve-Vrouwekwerk), a királyi kriptában temették el, amelyet apósa, I. Lipót, az első belga király építtetett a királyi család elhunyt tagjai számára.

## Külső hivatkozások
- A belga királyi család honlapja.
- József nádorral kapcsolatos linkek gyűjteménye (portál).